# Rupert Friend
Rupert William Anthony Friend (Cambridge, 9 ottobre 1981) è un attore britannico.

## Biografia
Cresciuto a Stonesfield nell'Oxfordshire, frequenta la Webber Douglas Academy of Dramatic Arts, dove si diploma nella primavera del 2004. È stato fidanzato dal 2005 fino a gennaio 2011 con l'attrice Keira Knightley, conosciuta sul set di Orgoglio e pregiudizio. Dal 2013 è fidanzato con l'atleta paralimpica Aimee Mullins: la coppia si è sposata con una cerimonia segreta il primo maggio 2016.
Il suo esordio sul grande schermo avviene nel 2004, con una parte nel film The Libertine, con Johnny Depp. Nel 2005 è Mr. Wickham in Orgoglio e pregiudizio, adattamento del celebre romanzo di Jane Austen, grazie alla sua interpretazione vince un Satellite Award come nuovo talento e ottiene una nomination ai British Independent Film Awards come promettente esordiente. Sempre nel 2005 è protagonista al fianco di Joan Plowright di Mrs Palfrey at The Claremont. Nel 2007 recita nello storico L'ultima legione e nella commedia Decameron Pie, mentre nel 2008 è il tenente Kotler ne Il bambino con il pigiama a righe, adattamento cinematografico dell'omonimo romanzo di John Boyne.
Nel 2009 affianca Emily Blunt in The Young Victoria interpretando il principe Alberto di Sassonia-Coburgo-Gotha , consorte della regina. Veste i panni del viziato e vanitoso Chéri alle prese con la cortigiana Lea, interpretata da Michelle Pfeiffer, in Chéri di Stephen Frears. Dal 2012 al 2017 ha interpretato l'agente della CIA Peter Quinn nella serie televisiva Homeland - Caccia alla spia. Nel gennaio 2014 è stato scelto per interpretare il ruolo dell'Agente 47 nel reboot cinematografico di Hitman, andando così a rimpiazzare Paul Walker, deceduto prima dell'inizio delle riprese.

## Filmografia

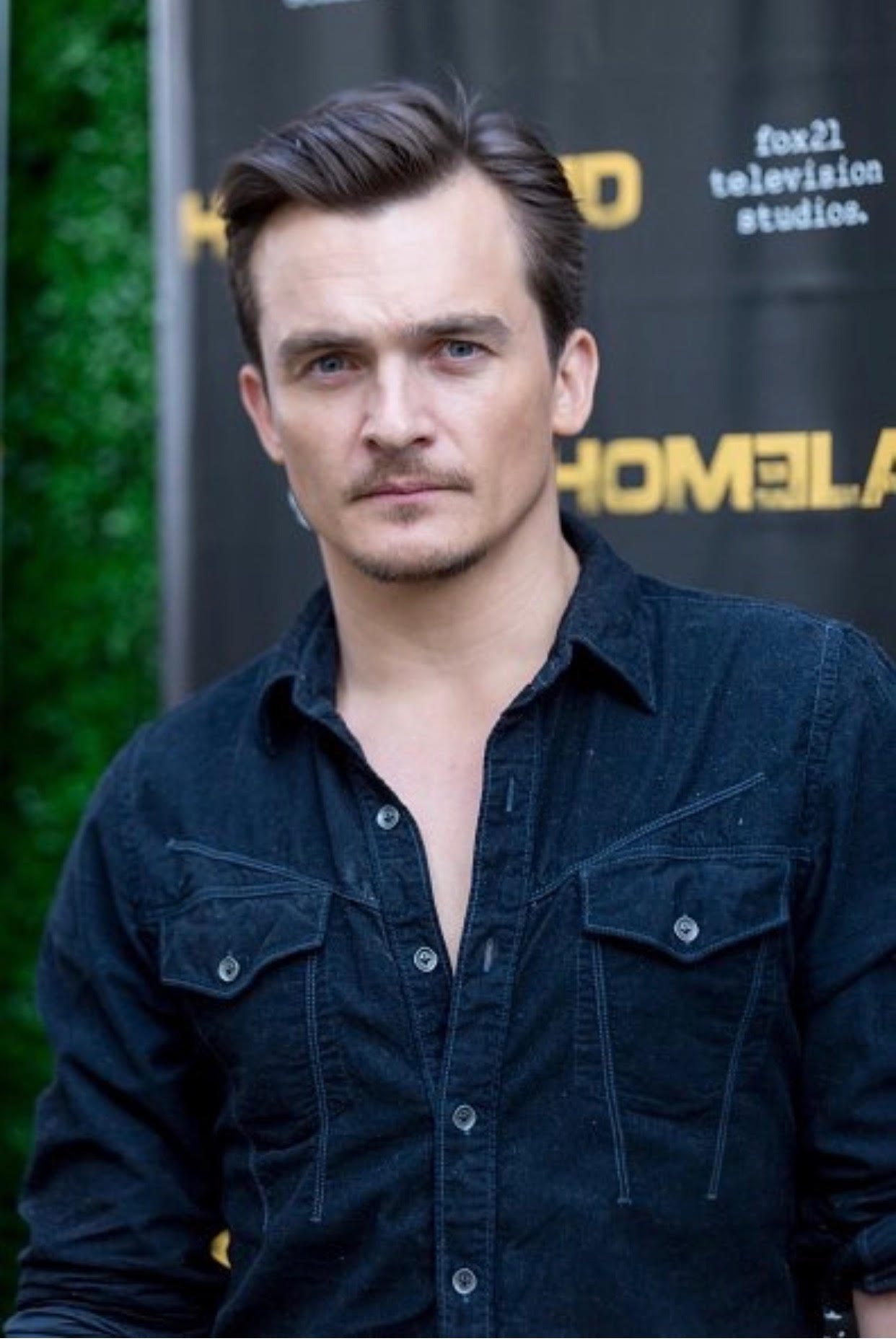
Rupert Friend nel 2020.

### Cinema
- The Libertine, regia di Laurence Dunmore (2004)
- Orgoglio e pregiudizio (Pride & Prejudice), regia di Joe Wright (2005)
- Mrs Palfrey at The Claremont, regia di Dan Ireland (2005)
- E lucean le stelle (The Moon and the Stars), regia di John Irvin (2007)
- Outlaw regia di Nick Love (2007)
- L'ultima legione (The Last Legion), regia di Doug Lefler (2007)
- Decameron Pie (Virgin Territory), regia di David Leland (2007)
- Jolene, regia di Dan Ireland (2008)
- Il bambino con il pigiama a righe (The Boy in the Striped Pyjamas), regia di Mark Herman (2008)
- The Young Victoria, regia di Jean-Marc Vallée (2009)
- Chéri, regia di Stephen Frears (2009)
- The Kid, regia di Nick Moran (2010)
- Lullaby for Pi, regia di Benoît Philippon (2010)
- Linea nemica - 5 Days of War (5 Days of War), regia di Renny Harlin (2011)
- Renee - La mia storia (To Write Love on Her Arms), regia di Nathan Frankowski (2012)
- Il ribelle - Starred Up (Starred Up), regia di David Mackenzie (2013)
- The Zero Theorem - Tutto è vanità (The Zero Theorem), regia di Terry Gilliam (2013)
- Meet Me in Montenegro, regia di Alex Holdridge e Linnea Saasen (2014)
- Hitman: Agent 47, regia di Aleksander Bach (2015)
- Morto Stalin, se ne fa un altro (The Death of Stalin), regia di Armando Iannucci (2017)
- Un piccolo favore (A Simple Favor), regia di Paul Feig (2018)
- Van Gogh - Sulla soglia dell'eternità (At Eternity's Gate), regia di Julian Schnabel (2018)
- The French Dispatch of the Liberty, Kansas Evening Sun, regia di Wes Anderson (2021)
- Infinite, regia di Antoine Fuqua (2021)
- Separazione, regia di William Brent Bell (2021)
- Omicidio a Los Angeles (Last Looks), regia di Tim Kirkby (2022)
- Asteroid City, regia di Wes Anderson (2023)
- Il cigno (The Swan), regia di Wes Anderson (2023) - cortometraggio
- Il derattizzatore (The Rat Catcher), regia di Wes Anderson (2023) - cortometraggio
- Canary Black, regia di Pierre Morel (2024)
- Dreams, regia di Michel Franco (2025)
- La trama fenicia (The Phoenician Scheme), regia di Wes Anderson (2025)
- Jurassic World - La rinascita (Jurassic World Rebirth), regia di Gareth Edwards (2025)

### Televisione
- Homeland - Caccia alla spia (Homeland) - serie TV, 57 episodi (2012-2017)
- Strange Angel – serie TV, 15 episodi (2018-2019)
- Dream Corp LLC – serie TV, 2 episodi (2018-2020)
- Obi-Wan Kenobi – miniserie TV, 4 puntate (2022)
- Anatomia di uno scandalo (Anatomy of a Scandal) - miniserie TV, 6 puntate (2022)

## Doppiatori italiani
Nelle versioni in italiano delle opere in cui ha recitato, Rupert Friend è stato doppiato da:
- Stefano Crescentini in The Libertine, Van Gogh - Sulla soglia dell'eternità, Omicidio a Los Angeles, Anatomia di uno Scandalo, Asteroid City, La trama fenicia, Jurassic World - La rinascita
- Edoardo Stoppacciaro in Homeland - Caccia alla spia, Morto Stalin, se ne fa un altro, The French Dispatch of the Liberty, Kansas Evening Sun, Il cigno, derattizzatore
- Simone D'Andrea ne L'ultima legione, Il bambino con il pigiama a righe, Hitman: Agent 47
- Marco Vivio in Chéri, 5 Days of War, Separazione
- Giorgio Borghetti in Orgoglio e pregiudizio
- Leonardo Lugni in Outlaw
- Roberto Draghetti in Decameron Pie
- Fabrizio Manfredi in Il ribelle - Starred up
- Fabio Boccanera in Infinite
- Massimo De Ambrosis in Obi-Wan Kenobi
- Francesco Pezzulli in High Desert
- Gabriele Sabatini in Companion